# Teatro nazionale (Strasburgo)

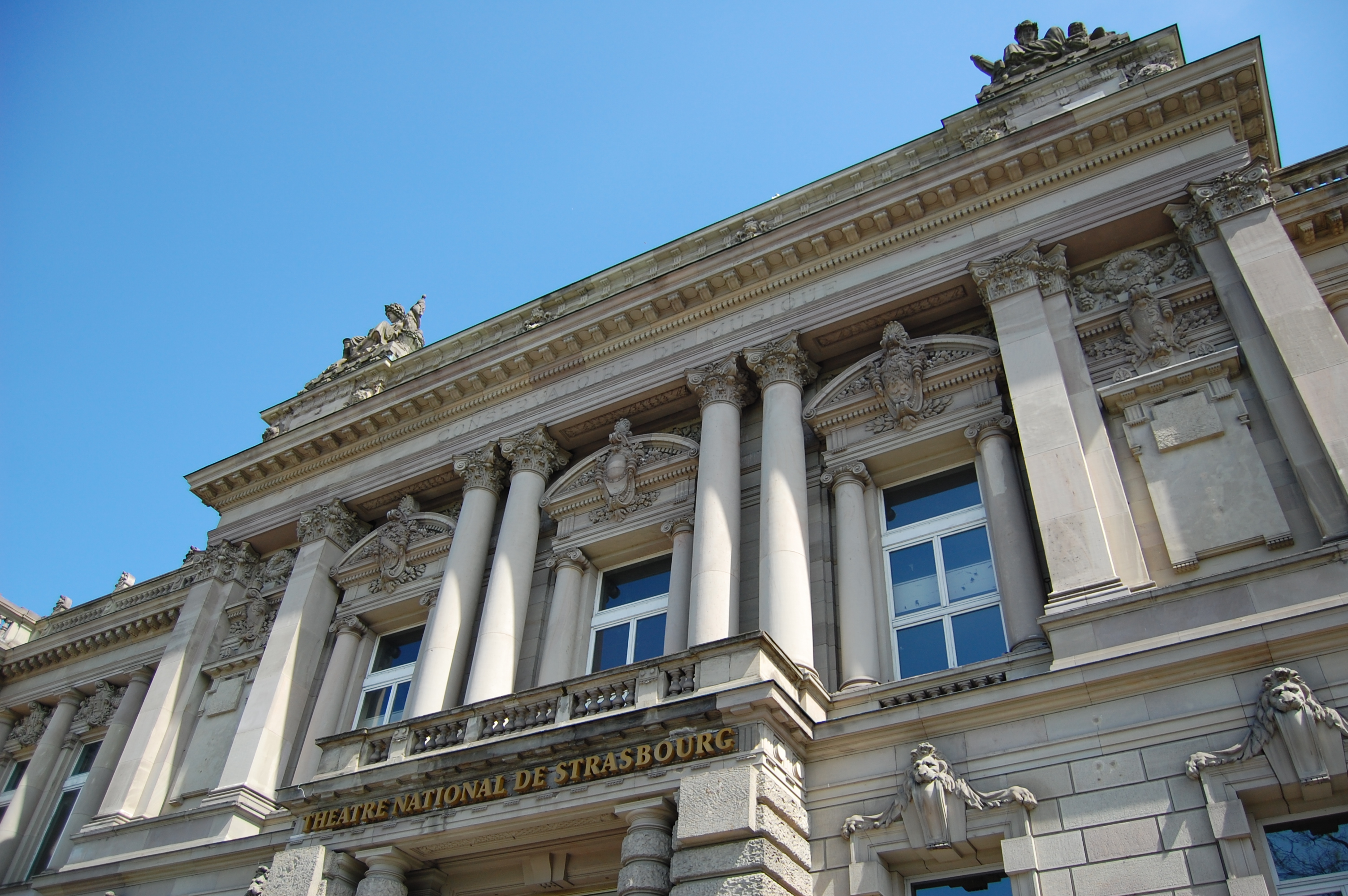
Primo piano della facciata

Il Teatro nazionale (in francese Théâtre national) è un palazzo in Place de la République a Strasburgo, ora occupato da una compagnia teatrale omonima (Théâtre national de Strasbourg, TNS).
Il palazzo fu originariamente costruito per ospitare l'assemblea legislativa del parlamento regionale dell'Alsazia-Lorena, dopo che la regione passò sotto il controllo tedesco a seguito del Trattato di Francoforte del 1871. Fu costruito tra il 1888 e il 1889 in stile neorinascimentale dai soci architetti August Hartel e Skjold Neckelmann.

## Storia
Nel 1919, quando l'Alsazia-Lorena tornò alla Francia, il governo francese donò l'edificio alla città di Strasburgo, che a sua volta lo offrì al Conservatorio di musica di Strasburgo, per accontentare il suo nuovo direttore Guy Ropartz, che si rifiutava di occupare il Palais du Rhin sito di fronte.
Il 25 settembre 1944 l'ala est dell'edificio, che conteneva la Camera dell'Assemblea, fu distrutta dai bombardamenti americani. Fu ricostruita tra il 1950 e il 1957, questa volta con un auditorium teatrale in sostituzione della camera delle assemblee. Michel Saint-Denis, all'epoca direttore del Teatro Nazionale di Strasburgo, affidò quest'opera all'architetto Pierre Sonrel, che aveva recentemente lavorato con lui a Londra per restaurare l'Old Vic, a sua volta gravemente danneggiato dai bombardamenti in tempo di guerra.
Nel 1995, la facciata, il tetto e l'ingresso su Place de la République sono stati classificati come monumento storico. 

### Conservatorio
Nel 1922, il Conservatorio di Strasburgo (fondato nel 1855, lo stesso anno dell'Orchestre philharmonique) fu trasferito nella parte superiore dell'edificio e furono costruite diverse aule didattiche e una sala da concerto. Nel 1995 l'edificio non fu ritenuto più idoneo all'insegnamento della musica e il conservatorio dovette traslocare; venne successivamente trasferito nella Cité de la musique et de la danse, un edificio all'avanguardia inaugurato nel 2006. La sala da concerto è rimasta inutilizzata da allora. Nel 2016, il monumentale organo a canne, opera del 1963 dell'organaro Curt Schwenkedel, è stato restaurato e trasferito nella chiesa di Santo Stefano, dove ha iniziato una nuova vita come organo da chiesa anziché da concerto.

## Posti a sedere
L'edificio Hartel e Neckelmann ospita due sale: la sala Bernard-Marie Koltès (470 o 600 posti) e la sala Hubert Gignoux (sala modulare da 200 posti). Altre due sale teatrali (rispettivamente 120 e 250 posti) utilizzate dal TNS si trovano nell'Espace Klaus Michael Grüber in rue Jacques Kablé.